# Бернабе Рівера
Бернабе Нуньєс Рівера (ісп. Bernabé Núñez Rivera) — парагвайський футболіст, що грав на позиції нападника, зокрема, за клуб «Спортіво Лукеньйо», а також національну збірну Парагваю.

## Клубна кар'єра
Грав за команду «Спортіво Лукеньйо» з міста Луке. 

## Виступи за збірну
Був присутній в заявці збірної на чемпіонаті світу 1930 року в Уругваї, але на поле не виходив. 